# 577. grenadirski polk (Wehrmacht)
577. grenadirski polk (izvirno nemško 577. Grenadier-Regiment; kratica 577. GR) je bil pehotni polk Heera v času druge svetovne vojne.

## Zgodovina
Polk je bil ustanovljen 15. oktobra 1942 s preimenovanjem 577. pehotnega polka; dodeljen je bil 305. pehotni diviziji. Uničen je bil januarja 1943 v Stalingradu.
Ponovno je bil ustanovljen 1. aprila 1943 v Bretaniji iz delov 880. grenadirskega polka.